# Karsai Zsigmond
Karsai Zsigmond (Lőrincréve, 1920. október 4. – Pécel, 2011. március 15.) erdélyi magyar festőművész, népművelő, Népművészet Mestere díj (1961). 20 évig a Tokaji Művésztelep egyik vezetője volt.

## Életpályája
Szülei Karsai András és Bárdi Sára. Szolnay Sándor szabadiskolájában tanult. 1924-ben családját kötelezték a román állampolgárság felvételére. Később az anyaországba, Pécelre került testvéreivel, ahol rokonai mai napig élnek. 1943-tól Lőrincréve táncait, énekeit, szokásait terjesztette, tanította. 1943–1955 között a Képzőművészeti Főiskolán tanult, ahol Burghardt Rezső, Pap Gyula, Berény Róbert és Pór Bertalan voltak a mesterei. 1955-től főleg természetelvű festőnek vallotta magát, rengeteg tájképet festett, szülőföldjének népi hagyományai, tájai és Tokaj vidékének tájélményei ihlették. Két évtizeden át volt a Tokaji művésztelep egyik vezetője. 1957–1965 között a péceli Szemere Pál Művelődési Ház igazgatójaként működött. 1965–1981 között a Népművelési Intézet vizuális művészeti osztályának munkatársa lett.

## Magánélete
1947–1991 között Rózsa Mária volt a felesége, 1993-tól Sáfrány Magdolna.

## Egyéni kiállításai (válogatás)
- 1964 Isaszeg
- 1966, 1995–1996, 1998 Budapest
- 1970 Tokaj
- 1972 Nyíregyháza (Csohány Kálmánnal és Erdélyi Tiborral együtt)
- 1977 Debrecen
- 1986 Miskolc
- 1987 Szolnok
- 1988 Jászberény
- 1995, 1999 Pécel

## Díjai
- Népművészet Mestere díj (1961)
- Életfa díj (1992)
- a Pest megyei Önkormányzat Kulturális díja (1993)
- a Magyar Művészetért Alapítvány díja (1995)
- Pécel díszpolgára (1995)
- A Magyar Kultúra Lovagja (2002)